# Niskogłów szerokostopy
Niskogłów szerokostopy (Tapinauchenius latipes) – gatunek pająka z infrarzędu ptaszników i rodziny ptasznikowatych. Zamieszkuje Małe Antyle i północną Amerykę Południową.

## Taksonomia
Gatunek ten opisany został po raz pierwszy w 1875 roku przez Ludwiga Carla Christiana Kocha w publikacji głównego autorstwa Antona Ausserera. Jako miejsce typowe wskazano Puerto Cabello w Wenezueli. W 2022 roku Yeimy Cifuentes i Rogéiro Bertani dokonali redeskrypcji gatunku przy okazji rewizji rodzaju.

## Morfologia
Samice osiągają do 45 mm długości ciała i do  około 100 mm rozpiętości odnóży, samce zaś do 35 mm długości ciała i do około 90 mm. Ubarwienie zwykle jest czarnofioletowe, rzadziej ciemnobrązowe lub rudobrązowe. Karapaks jest dłuższy niż szeroki, o lekko wyniesionej części głowowej, szerszym niż dłuższym wzgórku ocznym, głębokich i prostych jamkach oraz wyraźnych rowkach tułowiowych. Oczy pary przednio-środkowej leżą na tej samej wysokości co pary przednio-bocznej, a pary tylno-bocznej bardziej z przodu niż pary tylno-środkowej. Nadustek nie występuje. Szczękoczułki mają na przednich krawędziach rowków od 9 do 10 ząbków. Odnóża pierwszej i czwartej pary są najdłuższe i równej długości, trzeciej zaś najkrótsze. Stopy wszystkich par odnóży mają pełne skopule, natomiast skopule na nadstopiach są pełne w przypadku dwóch pierwszych par, w przypadku ostatniej pary zajmują odsiebną ćwiartkę, a w przypadku przedostatniej pary odsiebne ⅔ u samca i odsiebne ½ u samicy. 
Samce mają na goleniach pierwszej pary odnóży apofizy (haki) goleniowe złożone z dwóch gałęzi, z których przednio-boczna jest mniejsza i zaopatrzona w kolec na boku, a tylno-boczna większa i zaopatrzona w kolec na wierzchołku; za gałęzią tylno-boczną leży wyraźny, trójkątny guzek. Nogogłaszczki samca mają prawie trójkątne cymbium zbudowane z dwóch niemal równych rozmiarów płatów. Kulisty bulbus ma małe subtegulum i guzek na przednio-bocznej powierzchni tegulum. Od 3 do 3,3 raza dłuższy od tegulum embolus jest smukły, w widoku grzbietowym od połowy długości delikatnie zakrzywiający się, ku zagiętemu szczytowi gwałtownie zwężony.
Genitalia samicy mają dwie całkowicie odseparowane, krótkie, trójkątne spermateki, każda z dobrze zesklerotyzowanym, zaokrąglonym płatem wierzchołkowym o szerokości mniejszej niż połowa szerokości części środkowej.

## Ekologia i występowanie
Gatunek neotropikalny, znany z Trynidadu, Wenezueli i Gujany. Jest ptasznikiem nadrzewnym. Potrafi nurkować w zbiornikach wody zgromadzonej na roślinach (fitotelmach).

## Hodowla
Dorosły osobnik wymaga pionowego terrarium o minimalnych wymiarach 20×20×30 cm z elementem wystroju ułatwiającym konstrukcję gniazda. Zaleca się temperaturę 24–29°C w dzień i 18–25°C w nocy oraz wilgotność 70–80%. Preferowane jest karmienie owadami ruchliwymi. Rozmnażanie jest łatwe. Samica produkuje kokon jajowy zwykle po około 2 miesiącach po kopulacji, a pierwsze stadium rozwojowe młodych pojawia się w nim po około 25 dniach. Liczba młodych w kokonie wynosi zwykle 60–100. Ptasznik jest stosunkowo słabo jadowity i nieagresywny, jednak ze względu na szybkość i skoczność nie jest zalecany dla początkujących.